# براندان كليفورد
براندان كليفورد (بالإنجليزية: Brendan Clifford)‏ هو مؤرخ أيرلندي، ولد في 1936 في Sliabh Luachra ‏ في جمهورية أيرلندا.